# Pasillos de hospital
Hospital Playlist (Hangul: 슬기로운 의사생활; RR: Seulgiroun Uisasaenghwal, lit. Wise Doctor Life), es una serie de televisión surcoreana, emitida del 12 de marzo de 2020 hasta el 16 de septiembre de 2021 a través de TvN.
Al finalizar la primera temporada, se anunció que la serie había sido renovada para una segunda temporada, la cual fue estrenada el 17 de junio de 2021.

## Sinopsis

### Primera temporada
La serie cuenta la historia de los doctores Lee Ik-joon, Ahn Jung-won, Kim Joon-wan, Chae Song-hwa y Yang Seok-hyung, quienes han sido amigos desde que ingresaron a la escuela de medicina en 1999. Y ahora también tienen una banda.
Más allá de los grandes casos en su profesión, se exploran sus vidas cotidianas y la amistad que existe entre ellos desde hace más de 20 años, así como de los enfermeros y pacientes del hospital "Yulje Medical Center".

## Reparto

### Personajes principales[17][18]
| Actor         | Personaje           | N.º de episodios | Notas |
| ------------- | ------------------- | ---------------- | --- |
| Jo Jung-suk   | Dr. Lee Ik-jun      | 24               | Es un doctor y profesor de cirugía general y cirugía hepatobiliar-pancreática en el "Yulje Medical Center". Es buen amigo de Ahn Jung-won, Kim Joon-wan, Chae Song-hwa y Yang Seok-hyung. Desde que eran jóvenes ha estado enamorado en secreto de Song-hwa. Más tarde comienza a salir con Song-hwa. |
| Yoo Yeon-seok | Dr. Ahn Jung-won    | 24               | Es un doctor y profesor de cirugía pediátrica en el "Yulje Medical Center". Es buen amigo de Lee Ik-joon, Kim Joon-wan, Chae Song-hwa y Yang Seok-hyung. Más tarde comienza a salir con Jang Gyeo-wool. |
| Jung Kyung-ho | Dr. Kim Joon-wan    | 24               | Es un doctor y profesor de cirugía cardiotorácica en el "Yulje Medical Center". Es buen amigo de Lee Ik-joon, Ahn Jung-won, Chae Song-hwa y Yang Seok-hyung. Más tarde comienza a salir con Lee Ik-soon, la hermana menor de Ik-joon. |
| Jeon Mi-do    | Dra. Chae Song-hwa  | 24               | Es una doctora y profesora de cirugía neurológica en el "Yulje Medical Center". Es buena amiga de los doctores Lee Ik-joon, Ahn Jung-won, Kim Joon-wan y Yang Seok-hyung, quienes la aprecian y ven como el pilar y el corazón del grupo. Más tarde después de ser examinada, un médico le dice que podría tener cáncer, sin embargo luego de hacerse los estudios descubre que es benigno. Desde que era joven ha estado enamorada de Ik-joon. Más tarde comienza a salir con Ik-joon. |
| Kim Dae-myung | Dr. Yang Seok-hyung | 24               | Es un doctor y profesor de cirugía obstétrica y ginecológica en el "Yulje Medical Center". Es buen amigo de Lee Ik-joon, Ahn Jung-won, Kim joon-wan y Chae Song-hwa. Durante la universidad estaba enamorado de Song-hwa, sin embargo ella lo rechaza cuando se le declara, diciéndole que pueden ser sólo amigos. Más tarde comienza a salir con Choo Min-ha. |

### Personajes secundarios

#### Miembros del Yulje Medical Center

##### Departamento de Cirugía General
| Actor                   | Personaje            | Temporadas | Episodio donde apareció | Notas |
| ----------------------- | -------------------- | ---------- | ----------------------- | --- |
| Shin Hyun-bin           | Dra. Jang Gyeo-wool  | 1-         | -                       | Es una doctora y residente del departamento de cirugía geeneral en el "Yulje Medical Center". Ha estado profundamente enamorada del doctor Ahn Jung-won, desde que lo vio por primera vez. |
| Jun Kwang-jin (전광진)  | Dr. Jong Se-hyuk     | 1-         | -                       | Es un miembro del "Yulje Medical Center". |
| Kim Soo-jin             | Enfra. Song Soo-bin  | 1-         | -                       | Es una enfermera de sala del departamento de cirugía general del "Yulje Medical Center".                                                                                                   |
| Lee Noh-ah (이노아)     | Enfra. Lee Young-ha  | 1-         | -                       | Es una enfermera de sala del departamento de cirugía general del "Yulje Medical Center".                                                                                                   |
| Lee Dal (이달)          | Enfro. Kim Jae-hwan  | 1-         | -                       | Es un enfermero de sala del departamento de cirugía general del "Yulje Medical Center". |
| Lee Hye-eun (이혜은)    | Enfra. Gook Hae-sung | 1-         | -                       | Es una enfermera del departamento de cirugía general del "Yulje Medical Center". |
| Kim Bi-bi (김비비)      | Enfra. Ham Duk-joo   | 1-         | -                       | Es una enfermera y la coordinadora de trasplantes del departamento de cirugía general del "Yulje Medical Center".                                                                          |
| Myung Jae-hwan (명재환) | -                    | 1          | 2                       | Es un doctor del departamento de cirugía general del "Yulje Medical Center". |
| Lee Ji-hoon             | Dr. Lee Ji-hoon      | 1-         | 2                       | Es un doctor del departamento de cirugía general del "Yulje Medical Center". |
| Kim Kang-min            | Im Chang-min         | 1-         | -                       | Es un joven interno del departamento de cirugía general del "Yulje Medical Center". |
| Lee Chan-hyung          | Choi Seon-young      | 1-         | 4, 10                   | Es un nuevo interno del departamento de cirugía general del "Yulje Medical Center". |

##### Departamento de Neurocirugía
| Actor                 | Personaje             | Temporadas | Episodio donde apareció | Notas |
| --------------------- | --------------------- | ---------- | ----------------------- | --- |
| Moon Tae-yoo (문태유) | Dr. Yong Seok-min     | 1-         | -                       | Es un doctor y el jefe de residentes del departamento de neurocirugía del "Yulje Medical Center". Está interesado en la doctora Heo Sun-bin.                                                                                            |
| Kim Jun-han           | Dr. Ahn Chi-hong      | 1          | -                       | Es un doctor y residente del departamento de neurocirugía del "Yulje Medical Center". Está profundamente enamorado de la doctora Chae Song-hwa, sin embargo ella sólo lo ve como a un amigo y colega. Es muy buen amigo de Lee Ik-soon. |
| Ha Yoon-kyung         | Dra. Heo Sun-bin      | 1-         | -                       | Es una doctora y residente del departamento de neurocirugía del "Yulje Medical Center". |
| Seo Jin-won           | Dr. Min Ki-jun        | 1-         | -                       | Es un profesor del departamento de neurocirugía del "Yulje Medical Center". |
| Yang Jo-ah (양조아)   | Enfra. Hwang Jae-shin | 1-         | -                       | Es una enfermera del departamento de neurocirugía del "Yulje Medical Center". |
| Jung Jae-sung         | -                     | 1          | -                       | Es el jefe de neurocirujanos del departamento de neurocirugía del "Yulje Medical Center". |

##### Departamento de Cirugía Cardiotorácica
| Actor                | Personaje         | Temporadas | Episodio donde apareció | Notas |
| -------------------- | ----------------- | ---------- | ----------------------- | --- |
| Jung Moon-sung       | Dr. Do Jae-hak    | 1-         | -                       | Es un doctor y jefe de residentes del departamento de cirugía cardiotorácica en el "Yulje Medical Center". Siente un gran respeto y aprecio por la doctora Chae Song-hwa. |
| Yoon Hye-ri (윤혜리) | Enfra. So Yi-hyun | 1-         | -                       | Es una enfermera del departamento de cirugía cardiotorácica en el "Yulje Medical Center".                                                                                 |

##### Departamento de Pediatría
| Actor               | Personaje           | Temporadas | Episodio donde apareció | Notas                                                                        |
| ------------------- | ------------------- | ---------- | ----------------------- | ---------------------------------------------------------------------------- |
| Lee Ji-won (이지원) | Enfra. Han Hyun-hee | 1-         | -                       | Es una enfermera en el departamento de pediatría del "Yulje Medical Center". |

##### Departamento de Obstetricia y Ginecología
| Actor                 | Personaje            | Temporadas | Episodio donde apareció | Notas |
| --------------------- | -------------------- | ---------- | ----------------------- | --- |
| Ahn Eun-jin           | Dra. Choo Min-ha     | 1-         | -                       | Es una doctora y residente del departamento de obstetricia y ginecología del "Yulje Medical Center". Está enamorada del doctor Yang Seok-hyung. |
| Kim Hye-in            | Dra. Myung Eun-won   | 1-         | -                       | Es una doctora y residente del departamento de obstetricia y ginecología del "Yulje Medical Center".                                            |
| Kim Ji-sung (김지성)  | Enfra. Han Seung-joo | 1-         | -                       | Es una enfermera del departamento de obstetricia y ginecología del "Yulje Medical Center".                                                      |
| Seol Yoo-jin (설유진) | Enfra. Eun Sun-jin   | 1-         | -                       | Es una enfermera del departamento de obstetricia y ginecología del "Yulje Medical Center".                                                      |

##### Departamento de Medicina de Emergencia
| Actor                    | Personaje             | Temporadas | Episodio donde apareció | Notas |
| ------------------------ | --------------------- | ---------- | ----------------------- | --- |
| Choi Young-joon (최영준) | Dr. Bong Kwang-hyun   | 1-2        | -                       | Es un doctor y profesor asistente del departamento de medicina de emergencia del "Yulje Medical Center". |
| Shin Do-hyun             | Dra. Bae Joon-hee     | 1          | -                       | Es una doctora del departamento de medicina de emergencia del "Yulje Medical Center".                    |
| Park Han-sol (박한솔)    | Enfra. Sunwoo Hee-soo | 1-         | -                       | Es una enfermera del departamento de medicina de emergencia del "Yulje Medical Center".                  |
| Lee Se-hee               | Dra. Kang So-ye       | 2-         | -                       | Es una interna de primer año del departamento de medicina de emergencia del Centro Médico Yulje.         |

##### Otros miembros del hospital
| Actor                   | Personaje           | Temporadas | Episodio donde apareció | Notas |
| ----------------------- | ------------------- | ---------- | ----------------------- | --- |
| Kim Kap-soo             | Joo Jong-soo        | 1-         | -                       | Es un ejecutivo, así como el presidente y director de la fundación "Yulje" del "Yulje Medical Center". |
| Jo Seung-yun            | Joo Jun             | 1-         | -                       | Es un ejecutivo y el director del "Yulje Medical Center". |
| Choi Young-woo (최영우) | Dr. Chun Myung-tae  | 1-         | -                       | Es un doctor del "Yulje Medical Center". |
| Bae Hyun-sung           | Dr. Jang Hong-do    | 1-         | -                       | Es un interno de medicina de tercer año del "Yulje Medical Center" y el hermano gemelo de Jang Yoon-bok. Siente un gran respeto y aprecio por la doctora Chae Song-hwa, quien fue la encargada de cuidar y permanecer al lado de su madre Baek Seon-jeong, durante sus últimos días de vida. |
| Cho Yi-hyun             | Dra. Jang Yoon-bok  | 1-         | -                       | Es una interna de medicina de tercer año del "Yulje Medical Center" y la hermana gemela de Jang Hong-do. Siente un gran respeto y aprecio por la doctora Chae Song-hwa, quien fue la encargada de cuidar y permanecer al lado de su madre Baek Seon-jeong, durante sus últimos días de vida. |
| Mi So-yun (미소윤)      | -                   | 1          | 3                       | Es una enfermera del "Yulje Medical Center". |
| Seo Eun-kyo             | Enfra. Yeom Ji-wan  | 1          | -                       | Es una enfermera del "Yulje Medical Center". |
| Lee Jong-won            | Dr. Kim Geon-eun    | 2-         | -                       | Es un estudiante de segundo año de medicina. |
| Joo Bo-bi               | Enfra. Kim Da-young | 2-         | -                       | |
| Choi Yun-seol           | Enfra. Yoon Ga-hee  | 2-         | -                       | |
| Woo Jung-won            | Dra. Yeom Se-hee    | 2          | 1                       | [ 39 ] |
| Hong Suk-bin            | Dr. Kwon Soon-jung  | 2-         | -                       | |
| Hwang Bae-jin           | Dr. Hwang Bae-jin   | 2-         | -                       | |

#### Familiares
| Actor              | Personaje     | Temporada(s) | Episodio donde apareció | Notas |
| ------------------ | ------------- | ------------ | ----------------------- | --- |
| Kim Hae-sook       | Jung Ro-sa    | 1-           | -                       | Es la madre de Ahn Jung-won.                                                                                                  |
| Sung Dong-il       | -             | 1            | 1, 4                    | Es el hermano mayor de Ahn Jung-won.                                                                                          |
| Ye Ji-won          | -             | 1            | 1                       | Es una monja y la hermana mayor de Ahn Jung-won.                                                                              |
| Kim Sung-kyun      | -             | 1            | 1                       | Es un padre y el segundo hermano mayor de Ahn Jung-won.                                                                       |
| Oh Yoon-ah         | -             | 1            | 1                       | Es una monja y la segunda hermana mayor de Ahn Jung-won.                                                                      |
| Kwak Sun-young     | Lee Ik-soon   | 1-           | -                       | Es una militar y la hermana menor de Lee Ik-joon. Más tarde comienza a salir con el doctor Kim Joon-wan, el amigo de Ik-joon. |
| Kim Joon (김준)    | Lee Woo-joo   | 1-           | -                       | Es el hijo de Lee Ik-joon. |
| Ki Eun-se (기은세) | Yook Hye-jung | 1            | 3                       | Es la exesposa de Lee Ik-joon.                                                                                                |
| Nam Myung-ryeol    | Yang Tae-yang | 1            | -                       | Es el padre de Yang Seok-hyung.                                                                                               |
| Moon Hee-kyung     | Jo Young-hye  | 1-           | -                       | Es la madre de Yang Seok-hyung.                                                                                               |
| Kim Sun-hwa        | -             | 1            | 4                       | Es la tía de Yang Seok-hyung.                                                                                                 |
| Park Bo-kyung      | -             | 1            | 11-12                   | Es la mujer de Chang-hak. |

### Otros personajes
| Actor                   | Personaje          | Temporada(s) | Episodio donde apareció | Notas                                                                              |
| ----------------------- | ------------------ | ------------ | ----------------------- | ---------------------------------------------------------------------------------- |
| Lee Soo-mi              | Señora Wang        | 1-           | -                       | Es la niñera de Lee Woo-joo.                                                       |
| Park Ji-yun (박지연)    | -                  | 1            | 1                       | Es la madre de Eun-ah.                                                             |
| Yeom Hye-ran            | -                  | 1            | 1                       | Es la madre de Min-young.                                                          |
| Hwang Young-hee         | -                  | 1            | 1                       | Es la madre de Kim Dong-hyuk, un paciente que requiere de un trasplante de hígado. |
| Park Seung-tae          | -                  | 1            | 1                       | Es la abuela de Kim Dong-hyuk, y una paciente del "Yulje Medical Center".          |
| Shin Hee-kook (신희국)  | Park Jung-soo      | 1            | 2                       |                                                                                    |
| Kim Choo-wol            | -                  | 1            | 2                       | Es la madre de Han Seung-hyuk.                                                     |
| Hwang Jae-yul (황재열)  | -                  | 1            | 2                       | Es el hijo de una paciente.                                                        |
| Park Ok-chool (박옥출)  | -                  | 1            | 2                       | Es la hija de una paciente.                                                        |
| Kim Gook-hee            | Gal Ba-ram         | 1            | 2                       | Es una paciente en el "Yulje Medical Center" y amiga de la doctora Chae Song-hwa.  |
| Kim Da-gon              | -                  | 1            | 2                       | Es el esposo de Gal Ba-ram.                                                        |
| Park Hye-jin (박혜진)   | -                  | 1            | 2                       | Es una paciente que comparte cuarto con Gal Ba-ram y que le da ánimos.             |
| Min Kyung-ok (민경옥)   | -                  | 1            | 2                       | Es una paciente que comparte cuarto con Gal Ba-ram en el "Yulje Medical Center".   |
| Kim Han-jong (김한종)   | Kong Hyung-woo     | 1            | 2                       |                                                                                    |
| Hong Joon-woo (홍준우)  | Sang Woo           | 1            | 3                       |                                                                                    |
| Lee Chang-jik (이창직)  | Jung Soo-bum       | 1            | 3                       |                                                                                    |
| Jung Yoo-min            | Jung Eun-bin       | 1            | 3                       | Es la hija de Jung Soo-bum.                                                        |
| Shin Joo-hyup (신주협)  | Jung Ho-joon       | 1            | 3                       | Es el hijo de Jung Soo-bum.                                                        |
| Lee Chae-yoon (이채윤)  | -                  | 1            | 3                       | Es la esposa de Jung Soo-bum.                                                      |
| Ji Min-hyuk             | Hui Dong           | 1            | 3                       | Es el padre de Chan Hyung.                                                         |
| Shim Dal-gi (심달기)    | -                  | 1            | 3                       | Es la madre de Chan Hyung.                                                         |
| Oh Dong-min             | Yook Hee-kwan      | 1            | 3                       | Es uno de los pacientes de Lee Ik-joon.                                            |
| Hong Ji-hee (홍지희)    | -                  | 1            | 3                       | Es la esposa de Yook Hee-kwan.                                                     |
| Lee Chun-moo (이천무)   | Won Joon           | 1            | 3                       |                                                                                    |
| Ha Yi-ahn (하이안)      | Jae Hun / Jae Yong | 1            | 3-4                     |                                                                                    |
| Seo Min-sung (서민성)   | -                  | 1            | 3, 6                    | Es un cirujano colorrectal.                                                        |
| Jung Ah-mi (정아미)     | -                  | 1            | 4                       | Es la esposa de Shim Young-soo.                                                    |
| Son Kyung-won (손경원)  | Oh Jae-il          | 1            | 5                       |                                                                                    |
| Lee Jung-mi (이정미)    | -                  | 1            | 5                       | Es la esposa de Oh Jae-il.                                                         |
| Kim Ka-hee (김가희)     | Bin                | 1            | 5                       |                                                                                    |
| Heo Soon-mi             | Kim Jae-young      | 1            | 5                       | Es una paciente del "Yulje Medical Center" que da a luz.                           |
| Yoon Byung-hee (윤병희) | -                  | 1            | 5                       | Es el esposo de Kim Jae-young, canta en la sala de partos.                         |
| Kim Dong-yong (김동용)  | -                  | 1            | 5                       | Es el hijo del paciente del doctor Chun Myung-tae.                                 |
| Yang Seung-kul (양승걸) | -                  | 1            | 5                       | Es el padre de Kim Tae-jin.                                                        |
| Jung Doo-kyum (정두겸)  | Ko Young-min       | 1            | 5                       |                                                                                    |
| Oh Ki-hwan (오기환)     | -                  | 1            | 5                       | Es un detective.                                                                   |
| Shin Hye-Kyung          | -                  | 2            | 1                       | Es la madre de Yoon Shin-hye.                                                      |
| Ahn Si-ha               | Kim Soo-jung       | 2            | 1                       | [ 46 ]                                                                             |
| Lee Taek-geun           | -                  | 2            | 1                       | Es el esposo de Kim Soo-jung.                                                      |
| Lee Dong-hee            | -                  | 2            | 1                       | Es un paciente sufriendo un ataque cerebrovascular.                                |
| Park Hye-young          | -                  | 2            | 1                       | Es la madre de Chae-eun.                                                           |
| Jo Ah-jin               | -                  | 2            | -                       | Es una mesera del restaurante.                                                     |
| Im Soo-jung             | Chae Eun           | -            | 3                       |                                                                                    |
| Anupam Tripathi         | -                  | 1            | 4                       | Es el compañero de trabajo del paciente extranjero.                                |

### Apariciones especiales[47]

#### Segunda temporada
| Actor          | Personaje       | Episodio(s) donde apareció | Notas                                               |
| -------------- | --------------- | -------------------------- | --------------------------------------------------- |
| Lee Il-hwa     | -               | -                          | [ 48 ]                                              |
| Park Jung-woo  | Jang Ga-eul     | 10                         | Es el hermano de la doctora Jang Gyeo-wool.         |
| Choi Deok-moon | Choo Cheol-woo  | 10                         | Es el padre de la doctora Choo Min-ha.              |
| Jang Hye-jin   | -               | 10                         | Es la madre de la doctora Choo Min-ha.              |
| Na Young-seok  | Jang Young-seok | 10                         | Es el padre de Jang Mo-ne y Jang Ma-ne.             |
| Yoo Jae-myung  | Shin Sung-eui   | 9                          | Es un profesor del departamento de Radiología.      |
| Hyun Jung-hwa  | -               | 9                          | Es una profesora de medicina nuclear.               |
| Joo Se-hyuk    | -               | 9                          | Es un becario del departamento de medicina nuclear. |
| Jung Seung-kil | -               | 8                          | Es el hijo del paciente con tumor cerebral.         |
| Sung Dong-il   | Ahn Dong-il     | 5                          | Es el hermano mayor de Ahn Jung-won.                |
| Lee Kyu-hyung  | Yoo Han-yang    | 3                          | [ 49 ]                                              |
| Lee Ji-ha      | -               | 2-3                        | Es la madre de Yoo Han-yang y Yoo Kyung-jin.        |
| Ko Na-young    | Yoo Kyung-jin   | 2-3                        |                                                     |
| Ryu Hye-rin    | -               | 2                          | Es la madre de Seung-won.                           |
| Park Ji-yeon   | Yoon Shin-hye   | 1, 5                       | Es la exesposa del doctor Yang Seok-hyung.          |
| Cha Chung-hwa  | -               | 1                          | Es la madre de Yeon-woo.                            |

#### Primera temporada
| Actor                  | Personaje     | Episodios donde apareció | Notas                                                                                             |
| ---------------------- | ------------- | ------------------------ | ------------------------------------------------------------------------------------------------- |
| Park Hyung-soo         | Abogado Pyun  | -                        | [ 52 ]                                                                                            |
| Sung Dong-il           | Ahn Dong-il   | 1, 4                     | Es el hermano mayor de Ahn Jung-won.                                                              |
| Ye Ji-won              | -             | 1                        | Es la hermana mayor de Ahn Jung-won.                                                              |
| Kim Sung-kyun          | -             | 1                        | Es el segundo hermano de Ahn Jung-won.                                                            |
| Oh Yoon-ah             | -             | 1                        | Es la segunda hermana de Ahn Jung-won.                                                            |
| Kim Min-suk            | Lee Suk-hyun  | 1                        |                                                                                                   |
| Bae Sung-il (배성일)   | -             | 1                        | Es un electricista.                                                                               |
| Lee Joo-myung          | PD. Song      | 1                        | Es una directora de piso.                                                                         |
| Choi Seung-yoon        | -             | 1-2                      | Es el exnovio de Chae Song-hwa.                                                                   |
| Kim Sung-cheol         | No Jin-Hyeok  | 2                        |                                                                                                   |
| Go Ara                 | Go Ara        | 5-6                      | Es la exnovia de Lee Ik-joon.                                                                     |
| Jung Dong-gyu (정동규) | -             | 5-6                      | Es el padre de Go Ara.                                                                            |
| Kim Dong-kyu           | -             | 5                        |                                                                                                   |
| Choi Moo-sung          | -             | 7                        | Es el esposo de la paciente de Lee Ik-joon.                                                       |
| Kim Sun-young          | -             | 7                        | Es una paciente de Lee Ik-joon.                                                                   |
| Park Jung-woo          | Jang Ga-eul   | 8-9                      | Es el hermano de la doctora Jang Gyeo-wool, a quien el doctor Ahn Jung-won confunde como su cita. |
| Yoo Jung-woo           | -             | 9                        | Es el novio de la doctora Jang Yoon-bok.                                                          |
| Lee Jae-in             | -             | 10                       | Es la hija de la enfermera Song Soo-bin.                                                          |
| Jung Min-sung          | Lee Chang-hak | 11-12                    |                                                                                                   |

## Episodios
La primera temporada de la serie está conformada por 12 episodios, los cuales fueron emitidos todos los jueves a las 21:00 (KST).
La segunda temporada de la serie está conformada por 12 episodios, los cuales fueron emitidos todos los jueves a las 9:00pm (KST). Únicamente el episodio 10 estrenado el 26 de agosto de 2021 fue transmitido a las 8:55p.m. KST.

### Ratings
Los números en color rojo indican las calificaciones más bajas, mientras que los números en azul indican las calificaciones más altas.

#### Primera temporada
| Episodio | Fecha de emisión    | Promedio de audiencia compartida | Promedio de audiencia compartida | Promedio de audiencia compartida |
| Episodio | Fecha de emisión    | AGB Nielsen                      | AGB Nielsen                      | TNmS                             |
| Episodio | Fecha de emisión    | Nationwide                       | Seúl                             | Nacional                         |
| -------- | ------------------- | -------------------------------- | -------------------------------- | -------------------------------- |
| 1        | 12 de marzo de 2020 | 6.325%                           | 7.113%                           | 6.5%                             |
| 2        | 19 de marzo de 2020 | 7.750%                           | 8.507%                           | 8.4%                             |
| 3        | 26 de marzo de 2020 | 8.556%                           | 9.313%                           | 9.5%                             |
| 4        | 2 de abril de 2020  | 9.754%                           | 10.932%                          | 9.9%                             |
| 5        | 9 de abril de 2020  | 11.321%                          | 12.655%                          | 10.5%                            |
| 6        | 16 de abril de 2020 | 11.682%                          | 13.783%                          | 11.8%                            |
| 7        | 23 de abril de 2020 | 12.077%                          | 13.864%                          | N/A                              |
| 8        | 30 de abril de 2020 | 12.008%                          | 13.489%                          | N/A                              |
| 9        | 7 de mayo de 2020   | 12.134%                          | 14.479%                          | N/A                              |
| 10       | 14 de mayo de 2020  | 12.701%                          | 15.729%                          | 12.2%                            |
| 11       | 21 de mayo de 2020  | 13.125%                          | 15.662%                          | 11.8%                            |
| 12       | 28 de mayo de 2020  | 14.142%                          | 16.711%                          | N/A                              |
| Promedio | Promedio            | 10.964%                          | 12.686%                          | %                                |

#### Segunda temporada
| Episodio | Fecha de emisión         | Promedio de audiencia compartida | Promedio de audiencia compartida |
| Episodio | Fecha de emisión         | AGB Nielsen                      | AGB Nielsen                      |
| Episodio | Fecha de emisión         | Nacional                         | Seúl                             |
| -------- | ------------------------ | -------------------------------- | -------------------------------- |
| 1        | 17 de junio de 2021      | 10.007% (1.ª)                    | 11.737% (1.ª)                    |
| 2        | 24 de junio de 2021      | 10.071% (1.ª)                    | 11.848% (1.ª)                    |
| 3        | 1 de julio de 2021       | 10.604% (1.ª)                    | 12.602% (1.ª)                    |
| 4        | 8 de julio de 2021       | 10.972% (1.ª)                    | 12.775% (1.ª)                    |
| 5        | 15 de julio de 2021      | 12.399% (1.ª)                    | 15.058% (1.ª)                    |
| 6        | 22 de julio de 2021      | 13.151% (1.ª)                    | 15.785% (1.ª)                    |
| Especial | 29 de julio de 2021      | 6.128% (1.ª)                     | 8.090% (1.ª)                     |
| 7        | 5 de agosto de 2021      | 10.643% (1.ª)                    | 12.334% (1.ª)                    |
| 8        | 12 de agosto de 2021     | 13.120% (1.ª)                    | 15.521% (1.ª)                    |
| 9        | 19 de agosto de 2021     | 12.892% (1.ª)                    | 14.763% (1.ª)                    |
| 10       | 26 de agosto de 2021     | 12.704% (1.ª)                    | 14.618% (1.ª)                    |
| 11       | 9 de septiembre de 2021  | 13.387% (1.ª)                    | 15.382% (1.ª)                    |
| 12       | 16 de septiembre de 2021 | 14.080% (1.ª)                    | 15.726% (1.ª)                    |
| Promedio | Promedio                 | 12.002%                          | 14.012%                          |

## Música
El OST de la serie está conformada por las siguientes canciones:

### Primera temporada

#### Parte 1
| N.º | Intérprete  | Canción                | Letra       | Música      | Duración |
| --- | ----------- | ---------------------- | ----------- | ----------- | -------- |
| 1   | Kwon Jin-ah | "Lonely Night"         | Kim Tae-won | Kim Tae-won | 4:04     |
| 2   | -           | "Lonely Night" (Inst.) | -           | -           | 4:04     |

#### Parte 2
| N.º | Intérprete | Canción                                                    | Letra          | Música      | Duración |
| --- | ---------- | ---------------------------------------------------------- | -------------- | ----------- | -------- |
| 1   | Joy        | "Introduce Me a Good Person" (좋은 사람 있으면 소개시켜줘) | Jung Jae-hyung | Kim Tae-won | 3:08     |
| 2   | -          | "Introduce Me a Good Person" (Inst.)                       | -              | -           | 3:08     |

#### Parte 3
| N.º | Intérprete  | Canción          | Letra        | Música      | Duración |
| --- | ----------- | ---------------- | ------------ | ----------- | -------- |
| 1   | Jo Jung-suk | "Aloha" (아로하) | Kim Tae-hoon | Wi Jong-soo | 4:05     |
| 2   | -           | "Aloha" (Inst.)  | -            | -           | 4:05     |

#### Parte 4
| N.º | Intérprete | Canción                                         | Letra     | Música    | Duración |
| --- | ---------- | ----------------------------------------------- | --------- | --------- | -------- |
| 1   | Kyuhyun    | "Confession Is Not Flashy" (화려하지 않은 고백) | Oh Tae-ho | Oh Tae-ho | 3:48     |
| 2   | -          | "Confession Is Not Flashy" (Inst.)              | -         | -         | 3:48     |

#### Parte 5
| N.º | Intérpretes  | Canción                                  | Letra         | Música        | Duración |
| --- | ------------ | ---------------------------------------- | ------------- | ------------- | -------- |
| 1   | Urban Zakapa | "Beautiful My Lover" (그대 고운 내 사랑) | Yoon Min-seok | Yoon Min-seok | 3:51     |
| 2   | -            | "Beautiful My Lover" (Inst.)             | -             | -             | 3:51     |

#### Parte 6
| N.º | Intérprete   | Canción                                                               | Letra        | Música       | Duración |
| --- | ------------ | --------------------------------------------------------------------- | ------------ | ------------ | -------- |
| 1   | Kwak Jin-eon | "In Front of City Hall at the Subway Station" (시청 앞 지하철 역에서) | Kim Chang-gi | Kim Chang-gi | 4:57     |
| 2   | -            | "In Front of City Hall at the Subway Station" (Inst.)                 | -            | -            | 4:57     |

#### Parte 7
| N.º | Intérpretes | Canción                  | Letra          | Música        | Duración |
| --- | ----------- | ------------------------ | -------------- | ------------- | -------- |
| 1   | J Rabbit    | "You Always" (넌 언제나) | Jeong Kyung-ah | Park Jung-won | 4:17     |
| 2   | -           | "You Always" (Inst.)     | -              | -             | 4:17     |

#### Parte 8
| N.º | Intérprete | Canción                        | Letra       | Música         | Duración |
| --- | ---------- | ------------------------------ | ----------- | -------------- | -------- |
| 1   | Wheein     | "With My Tears" (내 눈물 모아) | Kim Hee-tam | Jung Jae-hyung | 4:18     |
| 2   | -          | "With My Tears" (Inst.)        | -           | -              | 4:18     |

#### Parte 9
| N.º | Intérprete | Canción                               | Letra      | Música     | Duración |
| --- | ---------- | ------------------------------------- | ---------- | ---------- | -------- |
| 1   | Lee So-ra  | "The Wind Is Blowing" (바람이 부네요) | Im In-geon | Im In-geon | 4:32     |
| 2   | -          | "The Wind Is Blowing" (Inst.)         | -          | -          | 4:32     |

#### Parte 10
| N.º | Intérprete(s)  | Canción                                             | Letra         | Música           | Duración |
| --- | -------------- | --------------------------------------------------- | ------------- | ---------------- | -------- |
| 1   | Park Hyuk-jin  | "Beyond the Rainbow Forest" (넌 따뜻해)             | Kim Jin-hak   | Kim Jin-hak      | 4:32     |
| 2   | Mido & Parasol | "Oh! What a Shiny Night (Drama. Ver)" (밤이 깊었네) | Han Kyung-rok | Han Kyung-rok    | 2:39     |
| 2   | Mido & Parasol | "Canon (Drama. Ver)" (캐논)                         | -             | Johann Pachelbel | 2:50     |

#### Parte 11
| N.º | Intérprete | Canción                                 | Letra         | Música       | Duración |
| --- | ---------- | --------------------------------------- | ------------- | ------------ | -------- |
| 1   | Oohyo      | "While Living Life" (사노라면)          | Kim Moon-eung | Gil Ok-yoon  | 4:03     |
| 2   | Jeon Mi-do | "I Knew I Love" (사랑하게 될 줄 알았어) | Lee Sang-gyu  | Lee Sang-gyu | 4:21     |

#### Parte 12
| N.º | Intérpretes    | Canción                                       | Letra         | Música        | Duración |
| --- | -------------- | --------------------------------------------- | ------------- | ------------- | -------- |
| 1   | Mido & Parasol | "Me to You, You to Me" (너에게 난, 나에게 넌) | Song Bong-joo | Song Bong-joo | 3:51     |
| 2   |                | "Me to You, You to Me" (Inst.)                | -             | -             | 3:51     |

### Segunda temporada

#### Parte 1
| N.º | Intérprete | Canción                    | Letra          | Música         | Duración |
| --- | ---------- | -------------------------- | -------------- | -------------- | -------- |
| 1   | Lee Mu-jin | "Rain and You" (비와 당신) | Bang Joon-seok | Bang Joon-seok | 4:22     |
| 2   | -          | "Rain and You" (Inst.)     | -              | Bang Joon-seok | 4:22     |

#### Parte 2
| N.º | Intérprete    | Canción                                                      | Letra         | Música        | Duración |
| --- | ------------- | ------------------------------------------------------------ | ------------- | ------------- | -------- |
| 1   | Kim Dae-myung | "In Front of the Post Office in Autumn" (가을 우체국 앞에서) | Kim Hyun-sung | Kim Hyun-sung | 4:29     |
| 2   | -             | "In Front of the Post Office in Autumn" (Inst.)              | -             | Kim Hyun-sung | 4:29     |

#### Parte 3
| N.º | Intérprete     | Canción                     | Letra        | Música       | Duración |
| --- | -------------- | --------------------------- | ------------ | ------------ | -------- |
| 1   | Jang Beom-june | "I Like You" (나는 너 좋아) | Kim Soon-gon | Cho Yong-pil | 3:09     |
| 2   | -              | "I Like You" (Inst.)        | -            | Cho Yong-pil | 3:09     |

#### Parte 4
| N.º | Intérpretes | Canción                                            | Letra  | Música | Duración |
| --- | ----------- | -------------------------------------------------- | ------ | ------ | -------- |
| 1   | Twice       | "I Love You More Than Anyone" (누구보다 널 사랑해) | Joomin | Dabi   | 3:38     |
| 2   | -           | "I Love You More Than Anyone" (Inst.)              | -      | Dabi   | 3:38     |

#### Parte 5
| N.º | Intérprete  | Canción                | Letra | Música | Duración |
| --- | ----------- | ---------------------- | ----- | ------ | -------- |
| 1   | Jo Jung-suk | "I Like It" (좋아좋아) | Nadle | Nadle  | 3:38     |
| 2   | -           | "I Like It" (Inst.)    | -     | Nadle  | 3:38     |

#### Parte 6
| N.º | Intérpretes      | Canción                | Letra        | Música       | Duración |
| --- | ---------------- | ---------------------- | ------------ | ------------ | -------- |
| 1   | Mido and Falasol | "Superstar" (슈퍼스타) | Lee Han-chul | Lee Han-chul | 3:37     |
| 2   | -                | "Superstar" (Inst.)    | -            | Lee Han-chul | 3:37     |

#### OST Special
| N.º | Intérpretes      | Canción                              | Letra         | Música       | Duración |
| --- | ---------------- | ------------------------------------ | ------------- | ------------ | -------- |
| 1   | Mido and Falasol | "Let's Forget It" (이젠 잊기로 해요) | Lee Jang-hee  | Lee Jang-hee | 4:36     |
| 2   | Mido and Falasol | "Already One Year" (벌써 일 년)      | Han Kyung-hye | Yoon Gun     | 3:52     |

#### Parte 7
| N.º | Intérprete    | Canción           | Letra          | Música         | Duración |
| --- | ------------- | ----------------- | -------------- | -------------- | -------- |
| 1   | Yoo Yeon-seok | "To You" (너에게) | Kim Hyung-seok | Kim Hyung-seok | 3:46     |
| 2   | -             | "To You" (Inst.)  | -              | Kim Hyung-seok | 3:46     |

#### Parte 8
| N.º | Intérpretes                          | Canción                                     | Letra        | Música       | Duración |
| --- | ------------------------------------ | ------------------------------------------- | ------------ | ------------ | -------- |
| 1   | Woozi, DK & Seungkwan (de Seventeen) | "Is It Still Beautiful" (여전히 아름다운지) | You Hee-yeol | You Hee-yeol | 4:36     |
| 2   | -                                    | "Is It Still Beautiful" (Inst.)             | -            | You Hee-yeol | 4:36     |

#### Parte 9
| N.º | Intérprete    | Canción                | Letra          | Música         | Duración |
| --- | ------------- | ---------------------- | -------------- | -------------- | -------- |
| 1   | Jung Kyung-ho | "Reminiscence" (회상)  | Kim Chang-hoon | Kim Chang-hoon | 3:56     |
| 2   | -             | "Reminiscence" (Inst.) | -              | Kim Chang-hoon | 3:56     |

#### Parte 10
| N.º | Intérprete  | Canción                         | Letra                                     | Música                                    | Duración |
| --- | ----------- | ------------------------------- | ----------------------------------------- | ----------------------------------------- | -------- |
| 1   | Yoon Mi-rae | "It's My Life" (interpretación) | Richie Sambora, Jon Bon Jovi y Max Martin | Richie Sambora, Jon Bon Jovi y Max Martin | 4:17     |
| 2   | -           | "It's My Life" (Inst.)          | -                                         | Richie Sambora, Jon Bon Jovi y Max Martin | 4:17     |

#### OST Special 2
| N.º | Intérpretes      | Canción                                                | Letra                                                        | Música         | Duración |
| --- | ---------------- | ------------------------------------------------------ | ------------------------------------------------------------ | -------------- | -------- |
| 1   | Mido and Falasol | "You Have A Crush On Me (Drama Ver.)" (넌 내게 반했어) | Lee Sang-woo, Jung Woo-yong, Jung Min-joon y Hwang Hyun-sung | Lee Juck       | 3:46     |
| 2   | Mido and Falasol | "Rain and You (Drama Ver.)" (비와 당신)                | Bang Joon-seok                                               | Bang Joon-seok | 4:05     |
| 2   | Mido and Falasol | ""I Like You (Drama Ver.)" (나는 너 좋아)              | Kim Soon-gon                                                 | Cho Yong-pil   | 3:32     |

#### Parte 11
| N.º | Intérprete          | Canción                              | Letra    | Música   | Duración |
| --- | ------------------- | ------------------------------------ | -------- | -------- | -------- |
| 1   | Hynn (Park Hye-won) | "Running In The Sky" (하늘을 달리다) | Lee Juck | Lee Juck | 4:24     |
| 2   | -                   | "Running In The Sky" (Inst.)         | -        | Lee Juck | 4:24     |

## Premios y nominaciones
| Año  | Categoría                                    | Premio                                                     | Nominado (a)                    | Resultado |
| ---- | -------------------------------------------- | ---------------------------------------------------------- | ------------------------------- | --------- |
| 2021 | Best OST (por "Rain and You)                 | The Melon Music Awards (MMA)                               | Lee Mu-jin                      | Ganó      |
| 2021 | Best OST (por "I Like It" (좋아좋아))        | 2021 Mnet Asian Music Awards (MAMA)                        | Jo Jung-suk                     | Ganó      |
| 2021 | Best OST (por "Rain and You" (비와 당신))    | 2021 Mnet Asian Music Awards (MAMA)                        | Lee Mu-jin                      | Nominado  |
| 2021 | Best OST (por "Aloha" (아로하))              | 30th Seoul Music Award                                     | Jo Jung-suk                     | Ganó      |
| 2021 | Best OST (por "I Knew I Love")               | 30th Seoul Music Award                                     | Jeon Mi-do                      | Nominada  |
| 2021 | Best OST (por "Introduce Me A Good Person")  | 30th Seoul Music Award                                     | Joy                             | Nominada  |
| 2021 | Best OST (por "Confession Is Not Flashy")    | 30th Seoul Music Award                                     | Kyuhyun                         | Nominado  |
| 2021 | Best OST (por "Beautiful My Love")           | 30th Seoul Music Award                                     | Urban Zakapa                    | Nominados |
| 2021 | Best OST (por "With My Tears")               | 30th Seoul Music Award                                     | Wheein                          | Nominada  |
| 2021 | Best OST (por "Aloha" (아로하))              | 35th Golden Disc Award                                     | Jo Jung-suk                     | Ganó      |
| 2021 | Best OST (por "Aloha" (아로하))              | Genie Music Award                                          | Jo Jung-suk                     | Ganó      |
| 2020 | Top Excellence Award, Actor in a Miniseries  | 7th APAN Star Award                                        | Jo Jung-suk                     | Nominado  |
| 2020 | Best New Actress                             | 7th APAN Star Award                                        | Jeon Mi-do                      | Ganó      |
| 2020 | Best New Actress                             | 7th APAN Star Award                                        | Ahn Eun-jin                     | Nominada  |
| 2020 | Popular Star Award, Actress                  | 7th APAN Star Award                                        | Jeon Mi-do                      | Nominada  |
| 2020 | Popular Star Award, Actor                    | 7th APAN Star Award                                        | Jo Jung-suk                     | Nominado  |
| 2020 | Best Drama                                   | 7th APAN Star Award                                        | "Hospital Playlist"             | Nominado  |
| 2020 | Best OST (Soundtrack) (por "Aloha" (아로하)) | 2020 Melon Music Award                                     | Jo Jung-suk                     | Ganó      |
| 2020 | Best Acting Award                            | 5th Asia Artist Award                                      | Jeon Mi-do                      | Ganó      |
| 2020 | AAA Focus (Actress)                          | 5th Asia Artist Award                                      | Ahn Eun-jin                     | Ganó      |
| 2020 | Best Newcomer Actress                        | 2nd Asia Contents Awards Busan International Film Festival | Jeon Mi-do                      | Ganó      |
| 2020 | Best Writer                                  | 2nd Asia Contents Awards Busan International Film Festival | Lee Woo-jung                    | Nominada  |
| 2020 | Best Actor                                   | 18th Brand of the Year Award                               | Jo Jung-suk                     | Ganó      |
| 2020 | Best Drama                                   | 18th Brand of the Year Award                               | "Hospital Playlist"             | Ganó      |
| 2020 | Rookie Actress                               | 18th Brand of the Year Award                               | Jeon Mi-do                      | Ganó      |
| 2020 | Best OST                                     | 18th Brand of the Year Award                               | "Aloha" (아로하) de Jo Jung-suk | Ganó      |
| 2020 | Best New Actress                             | 56th Baeksang Arts Award                                   | Jeon Mi-do                      | Nominada  |
| 2020 | Best Screenplay                              | 56th Baeksang Arts Award                                   | Lee Woo-jung                    | Nominado  |

## Producción
La serie también es conocida como "A Wise Doctor's Life", "Wise Doctor Life" y/o "Smart Doctor Living".
Fue creada por Lee Myung-han, mientras que la dirección estuvo a cargo de Shin Won-ho (신원호), quien contó con el apoyo en el guion de Lee Woo-jung (이우정).
La primera lectura del guion fue realizada en diciembre del 2019.
Dentro de la serie los personajes principales tienen un grupo musical conocido como "Mido & Parasol", conformado por Jo Jung-suk (Lee Ik-joon), Yoo Yeon-seok (Ahn Jung-won), Jung Kyung-ho (Kim Joon-wan), Jeon Mi-do (Chae Song-hwa) y Kim Dae-myung (Yang Seok-hyung).
La serie también cuenta con el apoyo de las compañías de producción "Egg is Coming" y "CJ ENM", y es distribuida por tvN y Netflix.
En mayo de 2020 se anunció que la serie había sido renovada para una segunda temporada, la cual sería estrenada en el 2021. Las filmaciones de la segunda temporada comenzaron en diciembre de 2020.
En diciembre del mismo año se anunció que la producción de la segunda temporada la cual estaba programada para comenzar a rodarse a mediados de ese mismo mes, había sido retrasada como medida de prevención por la gravedad en el reciente aumento de nuevos casos de la peligrosa pandemia conocida como COVID-19 en Corea del Sur. También anunciaron que la primera lectura del guion, había sido reprogramada para realizarse el 6 de enero del 2021.
En enero de 2021 el elenco y equipo de producción realizó la primera lectura del guion de la segunda temporada de la serie.
El 17 de febrero de 2022 se anunció que la serie sería producida en un conjunto de Blu-ray, los cuales incluirán las temporadas 1 y 2, así como comentarios especiales de los actores principales.

### Recepción
El 8 de junio de 2021, Good Data Corporation compartió su nueva clasificación de los dramas y miembros del elenco que generaron más revuelo durante la primera semana de junio del mismo año. Las listas se compilaron a partir del análisis de artículos de noticias, publicaciones de blogs, comunidades en línea, videos y publicaciones en redes sociales sobre los dramas que están actualmente al aire o que saldrán al aire próximamente. La serie obtuvo el puesto número 10 en la lista de dramas más comentados de la semana.
El 16 de junio de 2021, Good Data Corporation compartió su nueva clasificación de los dramas y miembros del elenco que generaron más revuelo durante la semana de junio del mismo año. Las listas se compilaron a partir del análisis de artículos de noticias, publicaciones de blogs, comunidades en línea, videos y publicaciones en redes sociales sobre los dramas que están actualmente al aire o que saldrán al aire próximamente. La serie obtuvo el puesto número 9 en la lista de dramas más comentados de la semana.
El 23 de junio de 2021, Good Data Corporation compartió su nueva clasificación de los dramas y miembros del elenco que generaron más revuelo durante la tercera semana de junio del mismo año. Las listas se compilaron a partir del análisis de artículos de noticias, publicaciones de blogs, comunidades en línea, videos y publicaciones en redes sociales sobre los dramas que están actualmente al aire o que saldrán al aire próximamente. La serie obtuvo el puesto número 2 en la lista de dramas más comentados de la semana.
El 3 de julio de 2021, Good Data Corporation compartió su nueva clasificación de los dramas y miembros del elenco que generaron más revuelo durante la semana. Las listas se compilaron a partir del análisis de artículos de noticias, publicaciones de blogs, comunidades en línea, videos y publicaciones en redes sociales sobre los dramas que están actualmente al aire o que saldrán al aire próximamente. La serie obtuvo el puesto número 1 en la lista de dramas, mientras que los actores Jo Jung-suk y Jeon Mi-do ocuparon los puestos 4 y 8 respectivamente dentro de los diez miembros del elenco más comentados de la semana.
El 6 de julio de 2021, Good Data Corporation compartió su nueva clasificación de los dramas y miembros del elenco que generaron más revuelo durante la semana del 28 de junio hasta el 4 de julio del mismo año. Las listas se compilaron a partir del análisis de artículos de noticias, publicaciones de blogs, comunidades en línea, videos y publicaciones en redes sociales sobre los dramas que están actualmente al aire o que saldrán al aire próximamente. La serie obtuvo el puesto número 1 en la lista de dramas, mientras que los actores Jo Jung-suk y Jung Kyung-ho ocuparon los puestos 6 y 10 respectivamente dentro de los diez miembros del elenco más comentados de la semana.
El 13 de julio de 2021, Good Data Corporation compartió su nueva clasificación de los dramas y miembros del elenco que generaron más revuelo durante la semana. Las listas se compilaron a partir del análisis de artículos de noticias, publicaciones de blogs, comunidades en línea, videos y publicaciones en redes sociales sobre los dramas que están actualmente al aire o que saldrán al aire próximamente. La serie obtuvo el puesto número 1 en la lista de dramas, mientras que los actores Jo Jung-suk y Jung Kyung-ho ocuparon los puestos 4 y 7 respectivamente dentro de los diez miembros del elenco más comentados de la semana.
El 19 de julio de 2021, Good Data Corporation compartió su nueva clasificación de los dramas y miembros del elenco que generaron más revuelo durante la semana. Las listas se compilaron a partir del análisis de artículos de noticias, publicaciones de blogs, comunidades en línea, videos y publicaciones en redes sociales sobre los dramas que están actualmente al aire o que saldrán al aire próximamente. La serie obtuvo el puesto número 1 en la lista de dramas, mientras que el actor Jo Jung-suk ocupó el puesto número 8 dentro de los diez miembros del elenco más comentados de la semana.
El 26 de julio de 2021, Good Data Corporation compartió su nueva clasificación de los dramas y miembros del elenco que generaron más revuelo durante la semana. Las listas se compilaron a partir del análisis de artículos de noticias, publicaciones de blogs, comunidades en línea, videos y publicaciones en redes sociales sobre los dramas que están actualmente al aire o que saldrán al aire próximamente. La serie obtuvo el puesto número 1 en la lista de dramas, mientras que los actores Jo Jung-suk y Yoo Yeon-seok ocuparon los puestos 7 y 9 respectivamente de los diez miembros del elenco más comentados de la semana.
El 2 de agosto de 2021, Good Data Corporation compartió su nueva clasificación de los dramas y miembros del elenco que generaron más revuelo durante la semana. Las listas se compilaron a partir del análisis de artículos de noticias, publicaciones de blogs, comunidades en línea, videos y publicaciones en redes sociales sobre los dramas que están actualmente al aire o que saldrán al aire próximamente. La serie obtuvo el puesto número 4 en la lista de dramas más comentados de la semana.
El 9 de agosto de 2021, Good Data Corporation compartió su nueva clasificación de los dramas y miembros del elenco que generaron más revuelo durante la semana. Las listas se compilaron a partir del análisis de artículos de noticias, publicaciones de blogs, comunidades en línea, videos y publicaciones en redes sociales sobre los dramas que están actualmente al aire o que saldrán al aire próximamente. La serie obtuvo el puesto número 1 en la lista de dramas, mientras que los actores Yoo Yeon-seok, Jo Jung-suk y Shin Hyun-bin ocuparon los puestos 6, 9 y 10 respectivamente de los diez miembros del elenco más comentados de la semana.
El 18 de agosto de 2021, Good Data Corporation compartió su nueva clasificación de los dramas y miembros del elenco que generaron más revuelo durante la semana. Las listas se compilaron a partir del análisis de artículos de noticias, publicaciones de blogs, comunidades en línea, videos y publicaciones en redes sociales sobre los dramas que están actualmente al aire o que saldrán al aire próximamente. La serie obtuvo el puesto número 1 en la lista de dramas, mientras que los actores Jo Jung-suk y Jung Kyung-ho ocuparon los puestos 8 y 10 respectivamente de los diez miembros del elenco más comentados de la semana.
El 23 de agosto de 2021, Good Data Corporation compartió su nueva clasificación de los dramas y miembros del elenco que generaron más revuelo durante la semana. Las listas se compilaron a partir del análisis de artículos de noticias, publicaciones de blogs, comunidades en línea, videos y publicaciones en redes sociales sobre los dramas que están actualmente al aire o que saldrán al aire próximamente. La serie obtuvo el puesto número 1 en la lista de dramas, mientras que los actores Jo Jung-suk, Jung Kyung-ho y Jeon Mi-do ocuparon los puestos 4, 6 y 9 respectivamente de los diez miembros del elenco más comentados de la semana.
El 5 de septiembre de 2021, Good Data Corporation compartió su nueva clasificación de los dramas y miembros del elenco que generaron más revuelo durante la semana. Las listas se compilaron a partir del análisis de artículos de noticias, publicaciones de blogs, comunidades en línea, videos y publicaciones en redes sociales sobre los dramas que están actualmente al aire o que saldrán al aire próximamente. La serie obtuvo el puesto número 1 en la lista de dramas, mientras que los actores Jung Kyung-ho, Jo Jung-suk, Kim Dae-myung y Shin Hyun-bin ocuparon los puestos 4, 5, 6 y 9 respectivamente de los diez miembros del elenco más comentados de la semana.
El 8 de septiembre de 2021, Good Data Corporation compartió su nueva clasificación de los dramas y miembros del elenco que generaron más revuelo durante la semana. Las listas se compilaron a partir del análisis de artículos de noticias, publicaciones de blogs, comunidades en línea, videos y publicaciones en redes sociales sobre los dramas que están actualmente al aire o que saldrán al aire próximamente. La serie obtuvo el puesto número 4 en la lista de dramas más comentados de la semana.
El 16 de septiembre de 2021, Good Data Corporation compartió su nueva clasificación de los dramas y miembros del elenco que generaron más revuelo durante la semana. Las listas se compilaron a partir del análisis de artículos de noticias, publicaciones de blogs, comunidades en línea, videos y publicaciones en redes sociales sobre los dramas que están actualmente al aire o que saldrán al aire próximamente. La serie obtuvo el puesto número 2 en la lista de dramas, mientras que los actores Jo Jung-suk, Jeon Mi-do y Kim Dae-myung ocuparon los puestos 6, 7 y 9 respectivamente de los diez miembros del elenco más comentados de la semana.
El 23 de septiembre de 2021, Good Data Corporation compartió su nueva clasificación de los dramas y miembros del elenco que generaron más revuelo durante la semana. Las listas se compilaron a partir del análisis de artículos de noticias, publicaciones de blogs, comunidades en línea, videos y publicaciones en redes sociales sobre los dramas que están actualmente al aire o que saldrán al aire próximamente. La serie obtuvo el puesto número 1 en la lista de dramas, mientras que los actores Kim Dae-myung y Jeon Mi-do ocuparon los puestos 7 y 9 respectivamente de los diez miembros del elenco más comentados de la semana.